# سوته‌کش
سوته‌کش روستایی از توابع بخش مرکزی شهرستان قزوین در استان قزوین ایران است. این روستا در فصل بهار آب و هوای کاملاً معتدل و بارانی دارد. موقعیت این روستا در کنار روستاهای اسبمرد و کش آباد قرار دارد.

## جمعیت
این روستا در دهستان اقبال غربی قرار دارد و براساس سرشماری مرکز آمار ایران در سال ۱۳۸۵، جمعیت آن ۱۶۸ نفر (۵۰خانوار) بوده‌است.

## زبان
مردم روستای سوته‌کش از دیرباز به مراغی که از گویش‌های زبان تاتی است، صحبت می‌کنند.